# Лытвенский
Лытвенский — посёлок в Пермском крае России. Входит в Александровский муниципальный округ.

## География
Посёлок Лытвенский расположен на берегу реки Лытвы (правый приток Вильвы), примерно в 3 километрах к югу от города Александровска.

## История
С 2004 до 2019 гг. входил в  Александровское городское поселение Александровского муниципального района.

## Население
| 2010 |
| ---- |
| 419  |

## Улицы[3]
- 9 Пятилетки
- Мира
- Молодёжная
- Полевая
- Совхозная
- Фестивальная
- Школьная

## Топографические карты
- Лист карты O-40-32 Кизел. Масштаб: 1 : 100 000. Состояние местности на 1982 год. Издание 1987 г.